# George Brown (minister)
George Alfred George-Brown, baron George-Brown (ur. 2 września 1914 w Lambeth, zm. 2 czerwca 1985 w Truro) – brytyjski polityk, członek Partii Pracy i Partii Socjaldemokratycznej, minister w rządach Clementa Attleego i Harolda Wilsona.

## Życiorys
Urodził się jako George Alfred Brown. Był synem kierowcy ciężarówki i weterana I wojny światowej. Brown kształcił się w Gray Street Elementary School w Blackfriars oraz w West Square Central School. Po ukończeniu 15 lat Brown opuścił szkołę i rozpoczął pracę w jednej z firm w City of London. Od 1932 r. pracował w John Lewis Partnership. Równocześnie kontynuował naukę w szkołach wieczorowych. 22 kwietnia 1937 r. poślubił Sophie Levene. Wcześniej rozpoczął pracę w Związku Zawodowym Pracowników Transportu. W 1940 r. rozpoczął pracę w korpusie Służby Cywilnej w ministerstwie rolnictwa. W 1945 r. dostał się do Izby Gmin, wygrywając wybory w okręgu Belper. Od razu został parlamentarnym prywatnym sekretarzem George’a Isaacsa, ministra pracy.
W kwietniu 1947 r. Brown został parlamentarnym prywatnym sekretarzem kanclerza skarbu Hugh Daltona. Następnie został parlamentarnym sekretarzem w ministerstwie rolnictwa. W 1951 r. został ministrem robót, jednak bez prawa zasiadania w gabinecie. W tym samym roku musiał opuścić stanowisko, gdyż Partia Pracy przegrała wybory parlamentarne. W 1955 r. został członkiem laburzystowskiego gabinetu cieni. W 1956 r. przegrał wybory na Skarbnika Partii Pracy. W 1960 r. został wiceprzewodniczącym partii, pokonując w wyborach Fredericka Lee i Jamesa Callaghana. Po nagłej śmierci lidera laburzystów Hugh Gaitskella w 1963 r. Brown przejął tymczasowo stanowiska lidera Partii Pracy i lidera Opozycji. Wystartował również w wyborach na lidera partii, ale przegrał w nich z Haroldem Wilsonem. Pozostał jednak na stanowisku wiceprzewodniczącego partii.
Po wygranej Partii Pracy w wyborach 1964 r. Brown objął nowo utworzone stanowisko ministra spraw ekonomicznych. Otrzymał również tytuł pierwszego sekretarza stanu. Na tych stanowiskach Brown odpowiadał za przygotowanie „narodowego planu” ekonomicznego. Plan został przedstawiony 16 września 1965 r. i określał wszystkie aspekty rozwoju ekonomicznego kraju w okresie najbliższych pięciu lat. Po wyborach 1966 r. Brown opowiadał się za jak najszybszą dewaluacją funta. Sprzeciwiali się temu premier Wilson i kanclerz skarbu Callaghan. Kiedy gabinet stosunkiem głosów 17 do 6 opowiedział się przeciw dewaluacji, Brown złożył rezygnację. Otrzymał wówczas stanowisko ministra spraw zagranicznych. W maju 1967 r. złożył drugie podanie o przyjęcie Wielkiej Brytanii do EWG, ale podobnie jak pierwsze zostało ono zawetowane przez Francję.
Brown zrezygnował dość niespodziewanie w marcu 1968 r. Jako przyczynę podawano problemy ministra z alkoholem. Dzień wcześniej miał przyjść pijany na spotkanie z premierem. W 1970 r. Brown przegrał wybory parlamentarne w swoim okręgu. Wkrótce potem został kreowany parem dożywotnim jako baron George-Brown i zasiadł w Izbie Lordów. Z tej okazji zmienił nazwisko na George-Brown. W 1971 r. opublikował swoją autobiografię pt. In My Way. W 1981 r. przeszedł do Partii Socjaldemokratycznej.
W 1982 r. były minister wyprowadził się od swojej żony i zamieszkał ze swoją sekretarką, Maggie Haimes. Pod koniec życia cierpiał na marskość wątroby. W 1985 r. doznał udaru mózgu i zmarł niedługo później. Został poddany kremacji w Golders Green Crematorium w Londynie.